# Michael Bishop
Michael Lawson Bishop (ur. 12 listopada 1945 w Lincoln, zm. 13 listopada 2023) – amerykański pisarz fantasy i science fiction, zdobywca nagród Nebula i Locusa, wielokrotnie nominowany do innych nagród w dziedzinie fantastyki.

## Życiorys
Urodził się w Lincoln w stanie Nebraska, gdzie aktualnie stacjonował jego ojciec, zawodowy żołnierz Sił Powietrznych USA. W dzieciństwie zmieniał miejsca zamieszkania zgodnie z przydziałem ojca, np. chodził do przedszkola w Tokio, a przez rok do liceum uczęszczał w Sewilli. Po rozwodzie rodziców mieszkał z matką w Mulvane w stanie Kansas, ale wakacje spędzał z ojcem. W latach 1963–1968 studiował na Uniwersytecie Georgii otrzymując z wyróżnieniem tytuł bakałarza, a następnie magistra w zakresie języka angielskiego. W latach 1968–1972 uczył języka angielskiego w Szkole Przygotowawczej Akademii Sił Powietrznych Stanów Zjednoczonych w Colorado Springs. Potem wykładał na Uniwersytecie Georgii w Athens. Od 1974 utrzymuje się z pisania. W latach 1996–2012 pełnił obowiązki pisarza-rezydenta w LaGrange College znajdującym się w pobliżu jego domu, prowadząc kursy kreatywnego pisania. W 2001 roku otrzymał tytuł doktora honoris causa nauk humanistycznych w LaGrange College.
Zadebiutował opowiadaniem Piñon Fall opublikowanym w 1970 w piśmie „Galaxy Science Fiction”, debiut powieściowy to A Funeral for the Eyes of Fire wydany w 1975.
Publikował eseje i recenzje w wielu gazetach i czasopismach, w tym w „The New York Times”, „The Washington Post”, „Atlanta Journal-Constitution”, „Columbus Ledger-Enquirer”, „Omni Magazine” i „New York Review of Science Fiction”. Zredagował siedem antologii, w tym nagrodzone Locus Light Years and Dark oraz A Cross of Centuries: Twenty-five Imaginative Tales about the Christ. Publikował również wiersze, zdobywając w 1979 Rhysling Award za wiersz For the Lady of a Physicist.
Jest autorem wstępów do książek Philipa K. Dicka, Theodore Sturgeona, Jamesa Tiptree Jr., Pameli Sargent, Gardnera Dozoisa, Luciusa Sheparda, Mary Shelley, Andy'ego Duncana, Paula Di Filippo, Bruce'a Hollanda Rogersa i Rhysa Hughesa.
Był gościem honorowym kilkunastu konwencji science fiction, w tym DeepSouthCon (1977), Philcon (1978), Readercon (1992), World Fantasy Convention (1992), World Horror Convention (1999), Norwescon (2005), konferencji Science Fiction Research Association (2009), ArmadilloCon (2010) oraz Italcon (2013). W latach 1997–2001 był jednym z organizatorów trzech konferencji Slipstreaming in the Arts.
W 1993 wytwórnia 20th Century Fox wykupiła opcje na jego powieść Brittle Innings, niemniej film nie został zrealizowany.

### Życie prywatne
W 1969 poślubił Jeri Ellis Whitaker, z którą miał dwoje dzieci: syna Jamiego (1971–2007) i córkę Stephanie (ur. 1973). Syn, wykładowca na Virginia Polytechnic Institute and State University, był jedną z ofiar masakry w Virginia Tech 16 kwietnia 2007. Mieszkał w Pine Mountain w stanie Georgia.

## Twórczość

### Powieści
- A Funeral for the Eyes of Fire (1975)
- And Strange at Ecbatan the Trees (1976)
- Stolen Faces (1977)
- A Little Knowledge (1977)
- Catacomb Years (1979)
- Transfigurations (1979)
- Eyes of Fire (1980)
- Under Heaven’s Bridge (1981, współaut. Ian Watson)
- Nie masz wroga prócz czasu (No Enemy But Time, 1982)
- Who Made Stevie Crye? (1984)
- Ancient of Days (1985)
- Tajemne wniebowstąpienie, czyli Philip K. Dick niestety przestał żyć (The Secret Ascension, 1987)
- Unicorn Mountain (1988)
- Count Geiger’s Blues (1992)
- Brittle Innings (1994)
- Joel-Brock the Brave and the Valorous Smalls (2016)

### Zbiory krótkich form
- Blooded on Arachne (1982)
- One Winter in Eden (1984)
- Close Encounters With the Deity (1986)
- Emphatically Not SF, Almost (1990)
- At the City Limits of Fate (1996)
- Blue Kansas Sky (2000)
- Brighten to Incandescence: 17 Stories (2003)
- The Door Gunner and Other Perilous Flights of Fancy: A Michael Bishop Retrospective (2012)
- Other Arms Reach Out to Me: Georgia Stories (2017)
- The Sacerdotal Owl and Three Other Long Tales of Calamity, Pilgrimage, and Atonement (2018)
- The City and the Cygnets (2019)
- A Few Last Words for the Late Immortals (2021)

### Poezje
- Windows and Mirrors (1977)
- Time Pieces (1998)

### Non-fiction
- A Reverie for Mister Ray (2005)

### Zredagowane antologie
- Changes (1983, współaut. Ian Watson)
- Light Years and Dark (1984)
- Nebula Awards 23 (1989)
- Nebula Awards 24 (1990)
- Nebula Awards 25 (1991)
- A Cross of Centuries (2007)
- Passing for Human (2009, współaut. Steven Utley(inne języki))

Źródło: Strona autora

## Nagrody
- Samuraj i wierzby – Nagroda Locusa dla najlepszego opowiadania 1977
- Przyspieszenie – Nebula dla najlepszej noweli 1981
- Nie masz wroga prócz czasu – Nebula dla najlepszej powieści 1982
- Her Habiline Husband – Nagroda Locusa dla najlepszego opowiadania 1984
- Light Years and Dark – Nagroda Locusa dla najlepszej antologii 1985
- Unicorn Mountain – Nagroda Mythopoeic dla najlepszej powieści fantasy 1989
- Brittle Innings – Nagroda Locusa dla najlepszej powieści fantasy 1995
- The Pile – Shirley Jackson Award za najlepszą miniaturę literacką 2008